# Guillén de San Clemente
Guillén de San Clemente (* 1550 in Katalonien; † 3. September 1608 in Prag) war ein spanischer Diplomat.

## Leben
Ferdinand II. sandte Gullien de San Clement am 13. Juli de 1581 nach Prag, um einen Ehevertrag für seinen Sohn mit Margarete von Österreich zu verhandeln.
1587 sandte Ferdinand II. Gullien de San Clement seinen Botschafter bei Rudolf II. von Wien nach Krakau um Ernst von Österreich in Polen zum König zu wählen und instruierte Enrique de Guzmán zweiter Conde de Olivares er soll auf den Heiligen Stuhl einwirken. Aus Furcht vor dem osmanischen Reich überwand Sixtus V. seine Antipathie gegen das Haus Habsburg und unterstützte auch die Kandidatur von Ernst von Österreich. Schließlich setzte sich Sigismund III. Wasa bei der Wahl zum polnischen König durch.
1594 hielt sich eine russische Delegation in Prag auf. Philipp II. wies Guillén de San Clemente er solle die russische Delegation davon zu überzeugen, dass die zaristischen Behörden in Archangelsk liegende englische Schiffe zu beschlagnahmen.
Giordano Bruno widmete Guillén de San Clemente einen Traktat über Ramon Llull.

## Veröffentlichungen
- Marqués de Ayerbe (Hrsg.): Correspondencia inédita de don Guillén de San Clemente, embajador en Alemania de tos reyes Don Felipe II y III, sobre la intervención de España en los sucesos de Polonia y Hungría (1581–1608). Zaragoza, 1892, 399 S.